# Daniel Maja
 (décembre 2020).
 (mai 2013).
Daniel Maja (né le 29 novembre 1942 à Paris) est un dessinateur de presse français, caricaturiste et illustrateur de livres de jeunesse.

## Biographie
Daniel Maja est diplômé de l'École Estienne à Paris, où il a étudié la gravure, la communication et l'édition de 1958 à 1964. Ses premières publications dans la presse datent de 1970, et de 1975 pour l'édition. Il a réalisé des affiches de films et de concert, des décors de dessin animé[réf. nécessaire] et de nombreuses couvertures de livres. Maja publie un dessin quotidien sur son blog Au jour le jour à partir de 2008, puis sur son blog La Vie Brève à partir de 2009.

### Illustration
- L'Antiéconomique, de Jacques Attali et Marc Guillaume, PUF, 1975.
- Till l'espiègle, d'André Massepain, Bordas, Coll. « Contes gais de tous les temps », 1979.
- Ferdinand le Magnifique, de Ludwik Jerzy Kern, Bordas, 1979.
- Émile et les détectives, d'Erich Kästner, Librairie générale française, Le Livre de poche jeunesse, 1981.
- Championnat dans une baignoire, de Roger W. Drury, Librairie générale française, Livre de poche jeunesse, 1981.
- Hommes et Énergie, d'Alain Serres, Messidor, 1981.
- Oscar et le gros lot, d'Évelyne Reberg, Messidor-La Farandole, 1982.
- Le soleil qui ne voulait pas se lever, d'Antoine Sabbagh, Ipomée-Albin Michel jeunesse, Archipel, 1982.
- Ah ! si j'étais un monstre, de Marie-Raymond Farré, Librairie générale française, Livre de poche jeunesse, 1983.
- L'incroyable Honza, de J. Lada, Bayard, J'aime lire, 1983.
- Quatre sous ou un trésor, Librairie générale française, Livre de poche jeunesse, 1983.
- Cause toujours, de Yak Rivais, Sorbier, 1984.
- L'énergie, l'aventure des hommes, d'Alain Serres, La Farandole, 1984.
- Opéré d'urgence ou la véritable histoire d'une appendicite aiguë, de Jacques Cassabois, Éditions La Farandole, 1984.
- Victor et le corbeau-roi, de Gérard Bialestowski, Casterman, L'Ami de poche, 1984.
- Contes du cheval bleu, T.1, d'Irène Frain, Hachette, 1985.
- L'éducation civique : c'est quoi aujourd'hui ?, de Bernard Epin et Pierre Gamarra, Scandéditions-La Farandole, Feu follet, 1985.
- Moineaux de nuit, de Pascal Hummay, Messidor-La Farandole, 1985.
- La science en questions, de Paul Brouzeng, Messidor-La Farandole, 1985.
- Histoire avec bruits de casseroles, d'Henriette Bichonnier, Sorbier, coll. « Quelle histoire », 1986.
- Histoire de fous, de clous, de sous, d'A. Royer et E. Baudry, livre de poche jeunesse, 1986.
- Le bisou de la sorcière, d'Henriette Bichonnier, Rouge et Or, Première lecture, 1987.
- Les aventures de Simplicius, de Patrice Gauthier, Ipomée, Grands chemins, 1987.
- Le brigand de Mademoiselle, de Paul Bregle, Hachette, Livre de poche jeunesse, 1987.
- Petit dictionnaire des métiers, d'Yvonne Dubois et Francine Déroudille, Rouge et Or, Super Koala, 1987.
- Suivez le bus, de Pat Hutchins, Librairie générale française, Livre de poche jeunesse, 1987.
- Le géant qui n'aimait pas la cuisine, d'Henriette Bichonnier, Hachette, Livre de poche jeunesse, 1988.
- La belle endiablée, d'Évelyne Reberg, Bayard, J'aime lire, 1989.
- Contes du cheval bleu les jours de grand vent : fées, monstres et sirènes, d'Irène Frain, Hachette Jeunesse, Le Livre de poche, 1989.
- Aventures du Baron de Munchhausen, Hachette Jeunesse, Livre de poche jeunesse, 1989.
- Fifi Brindacier, d'Astrid Lindgren, Hachette, Livre de poche jeunesse, 1989.
- Fifi princesse, d'Astrid Lindgren, Hachette, Livre de poche jeunesse, 1989.
- Qu'y a-t-il crocodile, de L. Werneck, Messidor-La Farandole, 1989.
- Capitaine Crampon, d'Henriette Bichonnier, Scandéditions-La Farandole, 1990.
- Contes des quatre grands vents, de Natha Caputo, Nathan, Histoires à raconter, 1990.
- L'étrange monsieur Kaferstein, de Sibylle Durian, Nathan, Bibliothèque internationale, 1990.
- Zoé zappe, de Pascal Garnier, Nathan, Arc en poche, 1990.
- Notre entreprise est formidable, de Roger Alexandre, Payot, 1991.
- Comment élever son géant, d'Henriette Bichonnier, Nathan, Marque page, 1991.
- Dictionnaire des enfants, d'Agnès Aster, Larousse, 1991.
- L'épouvantail qui parlait trop, de François Dupuigrenet Desroussilles, Sorbier, Plume, 1991.
- Il était une fois le paon et la grue et autres fables d'Ésope, Sorbier, 1991.
- Le petit camisard, d'Alain Bellet, Nathan, Arc en poche, 1991.
- Trois contes ensoleillés, de Natha Caputo, Nathan, 1991.
- Dictionnaire de l'esprit : 2000 citations de Rabelais à Coluche, de Raymond Castans, Éd. de Fallois, 1991.
- Les colonnes d'Hercule : Atlas de la mythologie grecque, de René Grimaud, Hatier, 1992.
- Contes de la sorcière verte, de Dolorès Mora, Nathan, Histoires à raconter, 1992.
- Le corbeau et le perroquet ou 17 monologues pour ceux qui ont la langue bien pendue, de Jacques Charpentreau, Nathan, Arc en poche, 1992.
- Édouard et Marcel, de Pascal Garnier, CLE International, 1992.
- Le monstre du CM1, d'Évelyne Brisou-Pellen, Scandéditions-La Farandole, 1992.
- Un pruneau dans la citrouille !, de Martine Dorra, Seuil, Points, 1992.
- Opéré d'urgence, de Jacques Cassabois, Farandole, 1993.
- Les Aventures de Vincent Mangepapier, de Roselyne Morel, Hachette, Livre de poche jeunesse, 1993.
- Le Cheval de Léonard de Vinci, de Michel Piquemal, Épigones, Histoires pour toi, 1993.
- L'Enlèvement de Balthazar Éponge, de Stasnislaw Pagaczewski, Hachette, Livre de poche jeunesse, 1993.
- Aladin ou la Lampe merveilleuse, Hachette, Livre de poche jeunesse, 1993.
- Le Sac d'or, Bayard presse, J'aime lire, 1993.
- Le Bréviaire anti-crise, de Roger Alexandre, Payot, 1993.
- Abécédaire de l'ange, d'Alain Hervé, Octavo, 1993.
- La Vie brève, Octavo, 1994.
- Les Contes du cheval bleu, d'Irène Frain, Hachette, Livre de poche jeunesse, 1994.
- Enquête à la colo, de Michel Piquemal, Épigones, Myriades, 1994.
- Les Lunettes de la sorcière, de Danielle Fossette, Fleurus, Je lis déjà, 1994.
- Faux ami, de Geva Caban, Syros, Souris noire, 1994.
- Honza le paresseux, de Josef Lada, Bayard, J'aime lire, 1995.
- L'Abécédaire de l'ange, d'Alain Hervé, Octavo, 1995.
- Alphabeta, de René Grimaud, Seuil, Petit point, 1995.
- Dictionnaire de l'esprit mal tourné : 800 citations polissonnes de Pétrone à Jean XXIII, de Raymond Castans, Éd. de Fallois, 1995.
- Grognon 1er, roi du pays où nul ne rit, de Roselyne Morel, Hachette Jeunesse, Livre de poche jeunesse, 1995.
- Fifi à Couricoura, d'Astrid Lindgren, Hachette, Le Livre de poche, 1995.
- Contes et légendes de la Suisse, de Christophe Gallaz, Nathan, Planèle Lune - Contes & légendes, 1996.
- Tatie la vie, de Geneviève Laurencin, Syros, Un jardin se crée, 1996.
- Championnat dans une baignoire, de Roger Drury, Hachette, Le Livre de poche jeunesse, 1996.
- Qui a peur de Croquemoutard ?, de Mordecai Richler, Hachette Jeunesse, Le Livre de poche jeunesse, 1996.
- Le soleil qui ne voulait pas se lever, d'Antoine Sabbagh, Calligram, Petite bibliothèque Calligram, 1997.
- Rip l'endormi, d'Irving Washington, Sorbier, Passages, 1997.
- Le Superbe Orénoque, de Jules Verne, illustration du texte espagnol de Pancho Quilicci, coédition Franco-Vénézuélienne, coffret bilingue, 1997.
- La Tour Eiffel, de Michel Manière, Fleurus, Je lis des histoires vraies, 1997.
- Les quatre fils de la terre, de Jacques Cassabois, Albin Michel Jeunesse, Petits contes de sagesse, 1997.
- Introduction aux Droits de l'Homme, de Marie Agnès Combesque, Syros, 1998.
- Panique à New-York : le canular d'Orson Welles, de Claire Laurens, Fleurus, Je lis des histoires vraies, 1998.
- Le Commencement du monde, de Bernard Clavel, Albin Michel Jeunesse, 1999.
- La Femme sanglier, de Chantal de Marolle, Bayard presse, J'aime lire, 1999.
- La peur au rendez-vous, de Geva Caban, Gallimard Jeunesse, Folio Junior, 2000.
- La Vue, de Raymond Roussel, Volets verts, 2001.
- Bonheurs, Glénat, 2001.
- Animaux de toutes sortes, Bilboquet, L'art en page, 2001.
- Le chant secret des tam-tams, de Thomas Scotto, Actes sud Junior, 2001.
- L'état du monde, de Serge Cordellier, La Découverte jeunesse, 2002.
- L'homosexualité à l'adolescence, d'Anne Vaisman, De La Martinière jeunesse, Hydrogène, 2002.
- Fées rosses et magichiens, de Thierry Lefèvre, Actes sud Junior, 2002.
- On a volé la Joconde, de Béatrice Nicodème, Fleurus, Je lis des histoires vraies, 2002.
- L'Atlantide, de Bernard Solet, Fleurus, Je lis des histoires vraies, 2002.
- L'état du monde junior : encyclopédie historique et géopolitique, de Guy-Patrick Azémar et Serge Cordellier, La Découverte, 2002.
- Mamie-Loup, de Janine Teisson, Actes Sud Junior, 2003.
- Fille de la tempête : la légende de la ville d'Is, de Béatrice Bottet, Casterman, Épopée, 2003.
- Fables, de Jean de La Fontaine, Gallimard jeunesse, Enfance en poésie, 2003.
- Ce matin, mon grand-père est mort, de Karim Ressouni-Demigneux, Rue du monde, 2003.
- Petite histoire des écritures, de Sylvie Baussier, Syros J, 2003.
- Abécédaire porcinophile, couv. d'Antonio de Totero, Virgile, 2003.
- Histoire des écritures, de Sylvie Baussier, Syros J, 2003.
- Illustrateur jeunesse, de Daniel Maja, Sorbier, Texte, 2004.
- Histoire des religions, de Sylvie Baussier, Syros j, 2004.
- Le dernier des Rothéneuf, de Jean Gennaro, Casterman, Romans, 2004.
- Sur les traces des dieux grecs, de Marie-Thérèse Davidson, Gallimard, 2005.
- Je suis un gros menteur, de Karim Ressouni-Demigneux, Rue du monde, 2005.
- Ancien Testament, t.1, couverture, Gallimard J, Folio Jr.-Les universels, 2006.
- Il était une fois, il était une fin, d'Alain Serres, Rue du monde, 2006.
- Abécédaire liquidophile, collectif, Virgile, 2007.
- Le jeu de l'Oie de la Bible, d'Annick de Giry et Anne de la Boulaye, Seuil J, 2008.
- Atelier André Girard, textes d'Alain Hervé, Jean-Louis Hue, Janine Kotwica, et Michel Onfray, (catalogue d'exposition), 2008.
- « Au jour le jour », Brèves - Anthologie de la nouvelle, no 88, couverture et dix dessins, avril-mai 2009.
- « À bas le génie et autres chroniques décalées », Chroniques du Magazine littéraire d'Alain Rey, Fayard, 2009.
- À deux doigts, de Vincent Pachès, La Boîte à gants, 2010.
- Abécédaire Légumophile, sous la direction de Jean-Pierre Fournier, Virgile, 2010, (26 chapitres et cabochons).
- La Vie Brève, préface de Janine Kotwica, Iconovox, James Tanay, 2011.

## Expositions personnelles
- 1994 : Paris, péniche 6 x 8 (quai Malaquais), La vie brève.
- 1995 : Paris, péniche 6 x 8 (quai Malaquais), L'abécédaire de l'ange.
- 1997 :
  - Caracas, Museo Jacobo Borges, Le Superbe Orénoque, avec Pancho Quilici, novembre 1996 à janvier 1997.
  - Paris, galerie BFB Bosser, Dessins.
- 1998 :
  - Paris, théâtre du Vieux Colombier, Le Superbe Orénoque, avec Pancho Quilici, du 27 avril au 10 mai 1998.
  - Amiens, Maison de Jules Verne, Le Superbe Orénoque, avec Pancho Quilici, juin 1998.
  - Paris, L'Art à la page, Des animaux bien particuliers, du 13 janvier au 6 mars 1998.
- 1999 : Limoges, bibliothèque francophone multimédia, 21 avril au 12 juin 1999.
- 2001 :
  - Saint Herblain, médiathèque Hermeland, Longtemps, j'ai dessiné dans ma tête, du 30 janvier au 24 mars 2001.
  - Alençon, médiathèque, Longtemps, j'ai dessiné dans ma tête, mai 2001.
  - Belfort, bibliothèque municipale, Abécédaire, 19 octobre au 11 novembre 2001.
- 2002 : Genève, galerie Papiers gras, Bonheurs et autres dessins (album Glénat 2002).
- 2004 :
  - Saint-Brieuc, La Passerelle, Rabelais - Le Quart Livre, 25 mai au 12 juin 2004.
  - Corderie de Rochefort, Les îles, escales imaginaires, octobre 2004.
  - Amiens, bibliothèque départementale de la Somme, De la nature des choses : 20 ans de dessins au "Magazine littéraire", octobre 2004 (avec catalogue).
  - Médiathèque de Limoges, Autour des Malheurs de Sophie, scénographie et création de dix personnages.
- 2005 : Saint-Malo, festival Étonnants voyageurs, Les îles imaginaires, du 5 au 8 mai 2005.
- 2006 :
  - Médiathèque de Limoges, Les îles imaginaires, de décembre 2005 à janvier 2006.
  - Paris, galerie de la Butte aux cailles, Dessins de presse et peintures, de décembre 2005 à février 2006.
  - Saint Lô, Les îles imaginaires, mars 2006.
- 2007 :
  - Médiathèque de La Garde-Le Pradet, Des îles, escales imaginaires, octobre 2007.
  - Luxembourg, galerie Espace contemporain, Caprices baroques, octobre 2007.
- 2008 :
  - Bogota, Festival El Malpensante, juin 2008 (avec reportage de 16 pages et couverture des No 83 & 87 de la Revue El Malpensante).
  - Limoges, Galerie de Portraits imaginaires (20 illustrateurs - auteurs), de novembre 2008 à février 2009.
  - Paris, atelier An. Girard, de décembre 2008 à février 2009 (avec catalogue-textes de M. Onfray, A. Hervé, J. L. Hue, J. Kotwica[Qui ?])[1].
- 2011 : Le Kremlin-Bicêtre, Espace culturel André Malraux, Maja La Vie brève, avril-mai 2011.
- 2012 :
  - Antony, Maison des arts, Humour et Satire, avec René Botti, du 4 avril au 26 mai 2012.
  - Paris, galerie Petits Papiers, Un trait vivant, juin à juillet 2012.
- 2013 :
  - Paris, Salon Drawing Now, galerie Petits Papiers.
  - Bruxelles, galerie Petits Papiers, mai-juin 2013.
- 2014 : Paris, bibliothèque Forney, Les mots en quête d'images - autour de Vincent Pachés, avec André François, Antonio Segui, Josse Goffin, du 22 janvier au 29 mars 2014.